# Tolmerolestes rubripes
Tolmerolestes rubripes är en tvåvingeart som beskrevs av Lynch Arribalzaga 1881. Tolmerolestes rubripes ingår i släktet Tolmerolestes och familjen rovflugor. Inga underarter finns listade i Catalogue of Life.